# 金澤洪充
金澤洪充（日语：／ Kanazawa Hiromitsu，10月16日—），日本男性動畫演出家、動畫導演。出身於大阪府吹田市，在大阪市旭區成長。

## 來歷、人物
金澤洪充從大阪藝術大學電影學系畢業後，曾就職於ALICESOFT，後隸屬於GoHands，但於2019年7月成為自由工作者，截至2022年5月，目前他擔任大阪藝術大學電影學系的講師，同時也是自由工作者，並作為演出家活躍。
大學期間，他加入ALICESOFT擔任兼職，正式加入公司後，負責專門粉絲俱樂部的籌備、策劃、管理、公關、版權管理等工作網站名為。離開ALICESOFT後，負責電視動畫作品的設計及3D相關工作。
首次參與商業動畫製作的是《無敵王Trizenon》，首次擔任動畫導演的是《公主戀人》。
當他還是GoHands員工時，經常與鈴木信吾共同擔任導演。
他向日昇動畫曾經舉辦的計畫「日昇試鏡會 高橋良輔塾」提交了貼文。

## 參加作品

### 動畫

#### 「」名義
2000年
- 無敵王Trizenon（日语：無敵王トライゼノン）（機械設定協力、3D）

2001年
- 電腦冒險記（設定協力）
- 頑皮小白貂（設計工作）

2002年
- 灰羽連盟（設計工作）

2003年
- 音速小子X（機械設定協力）

2004年
- 梓會幫你的！（機械設定）

2005年
- 魔界女王候補生（分鏡、演出）

#### 「金澤洪充」名義
2005年
- 英國戀物語艾瑪（演出）

2006年
- 企業傭兵 The Second Barrage（演出）

2007年
- BALDR FORCE EXE RESOLUTION（分鏡、演出）
- 戀愛天使安琪莉可 ～光輝的明天～（分鏡、演出）
- 守護甜心！（分鏡、演出）

2008年
- 超時空要塞Frontier（演出）
- 守護甜心!! 心跳（編劇、分鏡）

2009年
- 公主戀人（導演、分鏡、演出）

2010年
- 妄想學生會（導演、編劇、分鏡）

2011年
- OVA版 妄想學生會（—2013年，導演、編劇、分鏡）

2012年
- 授業到天明Chu！（導演、編劇、分鏡）
- K（系列導演、分鏡、演出）

2013年
- 核爆默示錄（系列導演、分鏡、演出[4]）

2014年
- 妄想學生會＊（導演、劇本統籌、編劇、分鏡）
- 劇場版 K MISSING KINGS（系列導演、分鏡、演出）
- OVA版 妄想學生會＊（—2016年，導演、編劇、分鏡）

2015年
- K RETURN OF KINGS（系列導演、分鏡）

2017年
- 劇場版 妄想學生會（導演、劇本統籌）
- Hand Shakers（導演、劇本統籌、編劇、分鏡、演出）

2019年
- W's（日语：W'z《ウィズ》）（導演、分鏡、演出）

2021年
- Praeter之傷（分鏡）
- 暗黑企業的迷宮（分鏡）
- 逆轉世界的電池少女（分鏡）
- 狂熱深淵 迷失的孩子（分鏡）
- 劇場版 Fate/kaleid liner 魔法少女☆伊莉雅：Licht 沒有名字的少女（分鏡）

2022年
- 花火醬總是遲到（日语：ハナビちゃんは遅れがち）（導演、劇本統籌、編劇、演出）
- 射擊覺醒！激鬥瓶蓋人DX（分鏡）
- 組長女兒與保姆（分鏡）
- 即使如此依舊步步進逼（分鏡）
- 機動戰士鋼彈 水星的魔女（分鏡[5]）

2023年
- 總之就是很可愛（分鏡）
- 政宗君的復仇R（分鏡）

2024年
- 狩龍人拉格納（分鏡）
- 佐佐木與文鳥小嗶（分鏡）
- 金剛戰神U（分鏡、演出）
- 刀劍神域外傳 Gun Gale Online II（分鏡）
- 戰國妖狐 千魔混沌篇（分鏡）
- 香菇犬（日语：きのこいぬ）（分鏡）

2025年
- 地縛少年花子君2（分鏡）
- 吸吸吸吸吸血鬼（分鏡）
- 紅戰士在異世界成了冒險者（分鏡）
- 記憶縫線YOUR FORMA（分鏡）

### 遊戲
- 名義
  - 零式（日语：零式 (ゲーム)）（劇本[注 1]，1997年，ALICESOFT）
  - 王道勇者（OP分鏡，1998年，ALICESOFT）
  - （機械設定，1998年，ALICESOFT）

## 腳註

## 相關項目
- GoHands
- 日本動畫師列表（日语：アニメ関係者一覧）

## 外部連結
- （日語）[]
- 金澤洪充的X（前Twitter） （日語）